# Список заслуженных мастеров спорта СССР (дзюдо)
Список может быть неполон, поскольку нет полных данных о присвоении звания ЗМС спортсменам по данному виду спорта.

## 1964
- Кикнадзе, Анзор Леванович

## 1965
- Боголюбов, Арон Гиршевич
- Киброцашвили, Анзор Георгиевич
- Чиквиладзе, Парнаоз Лукич

## 1967
- Суслин, Сергей Петрович

## 1970
- Рудман, Давид Львович

## 1972
- Кузнецов, Виталий Яковлевич
- Чочишвили, Шота Самсонович

## 1973
- Мельниченко, Сергей Сергеевич

## 1974
- Гоголаури, Гурам Захарьевич
- Новиков Сергей Петрович
- Саунин, Владимир Иванович

## 1975
- Новиков, Анатолий Терентьевич

## 1976
- Двойников, Валерий Васильевич
- Невзоров, Владимир Михайлович
- Онашвили, Гиви Иванович

## 1979
- Солодухин, Николай Иванович
- Хубулури, Тенгиз Караманович

## 1980
- Хабарели, Шота Дмитриевич

## 1981
- Харшиладзе, Рамаз Ноевич

## 1982
- Тюрин, Алексей Алексеевич
- Яцкевич, Александр Владимирович

## 1983
- Тлецери, Хазрет Асланбечевич

## 1984
- Бикташев, Хабиль Хазиевич
- Веричев, Григорий Владимирович
- Меркулов, Юрий Алексеевич
- Песняк, Виталий Иванович

## 1985
- Соколов, Юрий Алексеевич

## 1990
- Куртанидзе, Коба
- Тотикашвили, Амиран Михайлович
- Шестаков, Владимир Зарипзянович

## 1991
- Дивисенко, Валерий Васильевич
- Косоротов, Сергей Александрович

## 1992
- Гусейнов, Назим Галибович
- Хахалейшвили, Давид Ростомович

## Дата присвоения неизвестна
- Вараев, Башир Магомедович
- Намгалаури, Тамаз Давидович
- Пономарёв, Пётр